# Agnes Paulsen
Agnes Paulsen (født 13. februar 1844 i Odense, død 22. december 1898 i København) var en dansk maler, Agnes var maleren Julius Paulsens storesøster.
Agnes og Julius boede og malede sammen i nogle år, og hun er portrætteret i flere af hans malerier, Hun havde en maleskole for kvinder i Odense, hvor der blev undervist i kopiering. 